# أبا عمونا
أبَّا عمونا (بالإنجليزية: Abba Amona)‏ هما كلمتان بالآرامية ومعناهما «الأب - الأم» كما يدل لفظهما، وهو الزوج المقدس في معتقد الكابالا.